# François Guizot
François-Pierre-Guillaume Guizot (født 4. oktober 1787, død 12. september 1874) var en fransk politiker og historiker.
Han blev medlem af den Franske Akademi i 1836. Han var udenrigsminister i 1840-47 og premierminister i 1847-48.

## Udvalgt bibliografi
- Étude sur Shakespeare (1821)
- Stor ståhej for ingenting (oversættelse fra Shakespeare)
- Histoire de la révolution d'Angleterre depuis Charles I à Charles II (1826-27)
- Mémoires (1858-61)